# Gerard van Aalst
Gerardus Johannes Cornelis (Gerard) van Aalst (Breda, 7 augustus 1896 – aldaar, 4 oktober 1965) was een Nederlandse tekenleraar en beeldhouwer.

## Leven en werk
Van Aalst was een zoon van Johannes Jules van Aalst, behanger, en Paulina Francisca Catharina Kessels. Hij was vanaf 1924 docent aan de avondtekenschool in Ginneken en was daar van 1938 tot 1960 directeur. Van Aalst maakte vooral bronzen portretten in de vorm van plaquettes, die werden verwerkt in grotere monumenten. Daarnaast maakte hij een enkel ander werk zoals de engel met het stadswapen aan de watertoren aan de Speelhuislaan in Breda.

## Werken in de openbare ruimte (selectie)
- Plaquette notaris A.J.A. Verschraage (1930), Wilhelminapark, Breda
- Gevelbeeld engel (1930), watertoren, Breda
- Plaquette C.M.V. Roothaen (1931), Canisiusziekenhuis, Nijmegen
- Plaquette Egbert ten Cate (1936), Almelo
- Plaquette Coenraad Frederik Stork (1939), C.T. Storkplein in Hengelo
- Plaquette burgemeester Frans Vonk de Both (1939), Paleiszaal, Paleis-Raadhuis in Tilburg
- Plaquette kapelaan Alfred Verhaegen (1946), Hoeven
- Gevelbeelden sint Petrus en Paulus (1952), HH Petrus en Pauluskerk, Boschkapelle
- Plaquette Godfried van der Muelen (1954), Nijverdal

## Fotogalerij

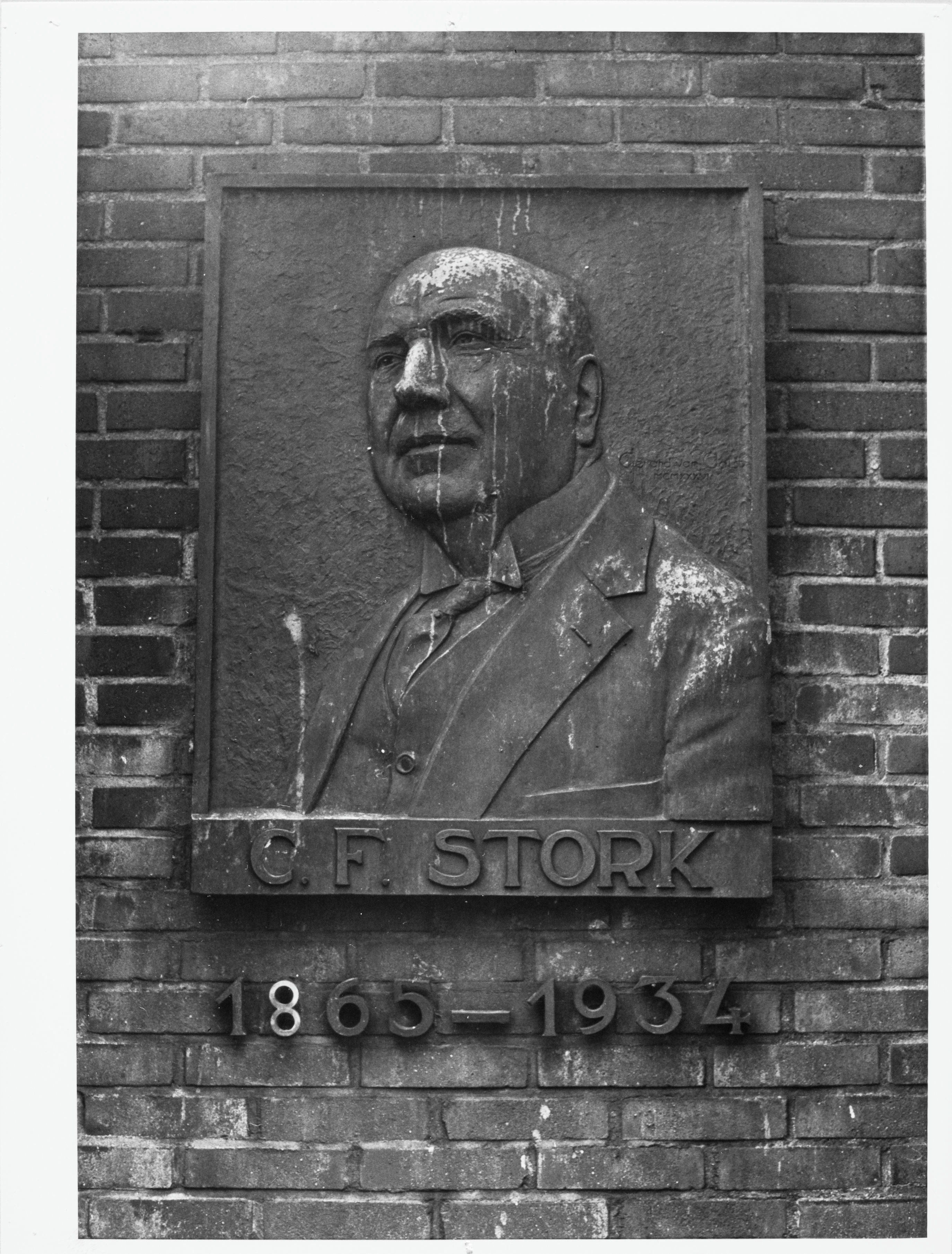
Fabrikant Coenraad Frederik Stork (1939)
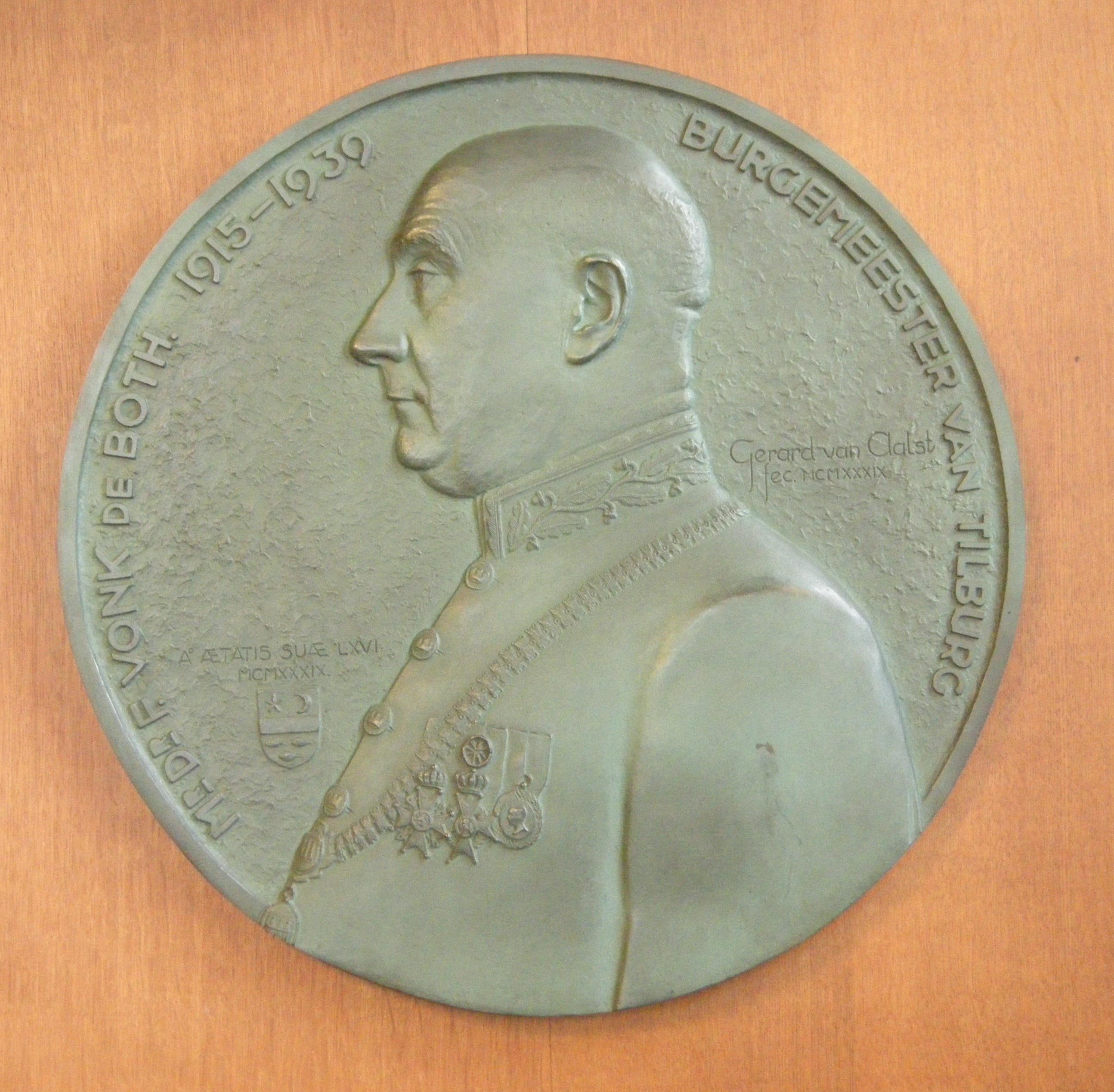
Burgemeester Frans Vonk de Both (1939)
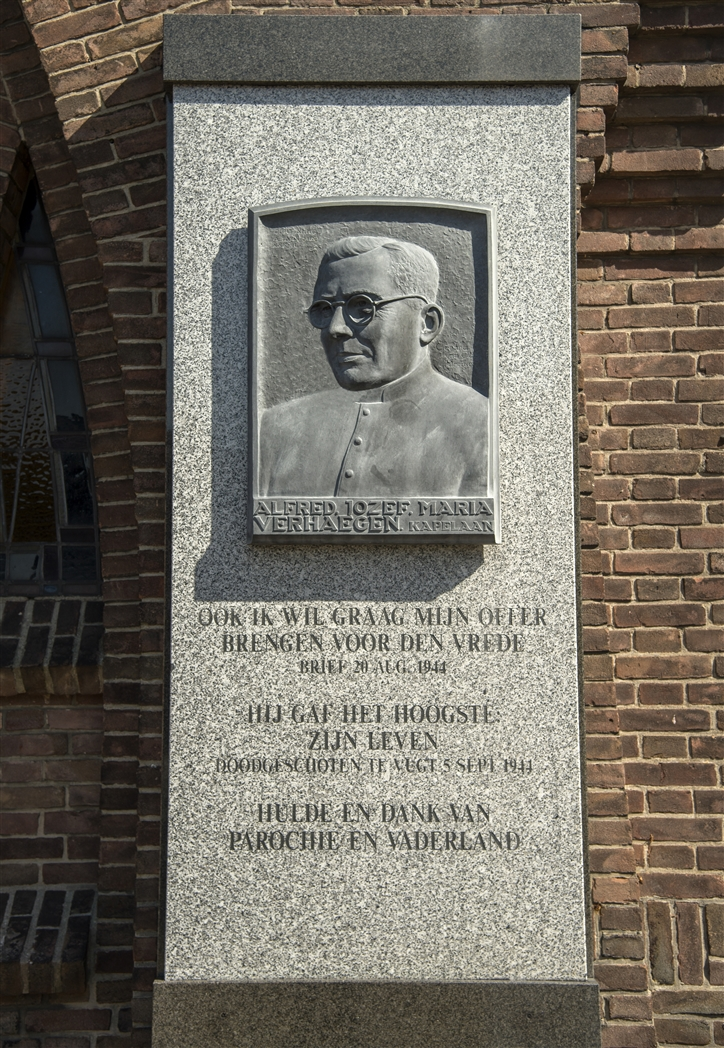
Kapelaan Alfred Verhaegen (1946)